# Melanoflogite
La melanoflogite (simbolo IMA: Mp) è un minerale raro del gruppo della silice appartenente alla famiglia degli "ossidi e idrossidi" con composizione chimica C2H17O5 • Si46O92.
Il minerale è stato il primo clatrato di silice naturale scoperto.

## Etimologia e storia
Il nome del minerale è stato dato da A. von Lasaulx nel 1876: che deriva dalle parole greche che significano "nero" e "bruciare", perché alcuni esemplari diventano neri se riscaldati.

## Classificazione
La classica nona edizione della sistematica dei minerali di Strunz, aggiornata dall'Associazione Mineralogica Internazionale (IMA) fino al 2009, elenca la melanoflogite nella classe "4. Ossidi (idrossidi, V[5,6] vanadati, arseniti, antimoniti, bismutiti, solfiti, seleniti, telluriti, iodati)" e nella sottoclasse "4.D Metallo:Ossigeno = 1:2 e simili"; questa viene ulteriormente suddivisa in base alle dimensioni dei cationi coinvolti, in modo tale da trovare la melanoflogite nella sezione "4.DA Con cationi di piccola dimensione: famiglia della silice" dove insieme alla chibaite forma il sistema nº 4.DA.25.
Tale classificazione viene mantenuta anche nell'edizione successiva, proseguita dal database "mindat.org" e chiamata Classificazione Strunz-mindat, dove però la melanoflogite è il solo membro del sistema nº 4.DA.25.
Nella Sistematica dei lapis (Lapis-Systematik) di Stefan Weiß la melanoflogite si trova nella classe degli "ossidi" e nella sottoclasse degli "ossidi con rapporto metallo : ossigeno = 1:2 (MO2 e composti correlati)"; qui è nella "serie del quarzo" dove forma il sistema nº IV/D.01 insieme a bosoite, chibaite, coesite, cristobalite, lechatelierite, mogánite, opale, quarzo, seifertite, stishovite e tridimite.
Contrariamente alle precedenti sistematiche, la classificazione dei minerali secondo Dana, usata principalmente nel mondo anglosassone, elenca la melanoflogite nella famiglia dei "silicati"; qui è nella classe dei "tectosilicati" e nella sottoclasse dei "tectosilicati: reticolo tetraedrico di Si, SiO2 con H2O e molecole organiche" dove forma la sezione dei "polimorfi della melanoflogite" con il numero di sistema 75.2.2.

## Abito cristallino
La melanoflogite cristallizza nel sistema tetragonale pseudocubico con il gruppo spaziale P4232 (gruppo nº 208) con le costanti di reticolo a = 26,82(3) Å e c = 13,37(2) Å, oltre ad avere 184 unità di formula per cella unitaria.
La melanoflogite mostra a 63°C una transizione dalla fase di melanoflogite (tetragonale) a quella di β-melanoflogite (cubica).

## Origine e giacitura
La melanoflogite si forma come minerale di bassa temperatura in fase avanzata in depositi di zolfo (per quanto riguarda campioni trovati a Racalmuto, in Sicilia), oppure in vene idrotermali a bassa temperatura associate a depositi sedimentari metamorfizzati di manganese (per campioni trovati a Chvaletice, in Repubblica Ceca); infine è stata trovata anche in serpentiniti carbonatiche (per campioni trovati a "Fortullino" presso Rosignano Marittimo, in Italia e a "Monte Hamilton", nella contea di Santa Clara in California, Stati Uniti).
La melanoflogite è un minerale piuttosto raro ed è stato trovato solo in pochi siti sparsi per il mondo: la sua località tipo è la miniera "Giona" a Milena (in Sicilia), anche se sono noti altri siti non solo in Sicilia, ma anche in Piemonte, Toscana ed Emilia Romagna.
Altri luoghi di ritrovamento per il minerale si trovano in Francia, Repubblica Ceca, Polonia, Romania, Ucraina, ma anche Giappone, Stati Uniti e Russia.

## Forma in cui si presenta in natura
La melanoflogite si presenta comunemente come sottili croste di cristalli interconnessi in modo complesso e aggregati arrotondati, simili a gocce.
Il minerale, da trasparente a traslucido, ha lucentezza adamantina di colore bianco o incolore, ma può assumere colore da giallo pallido a rosso-marrone intenso se in presenza di impurità. Il colore del suo striscio è bianco.